# 杨亚林
杨亚林（1964年6月—），男，汉族，云南禄丰人。1982年毕业于云南财贸学院，1982年7月参加工作，1989年7月加入中国共产党，中华人民共和国政治人物。拥有中共云南省委党校本科学历。现任中共云南省委常委、政法委书记。

## 简历
2004年4月，任中共宁洱县委书记；2008年1月，任中共普洱市委常委、普洱市副市长；2011年6月，任中共楚雄州委常委、副州长。
2013年2月，任云南安全生产监督管理局局长；2017年3月，任中共昭通市委书记；2021年3月，任中共云南省委常委、统战部部长、省政协党组副书记。同年12月转任省委政法委书记。2024年1月，当选为云南省人大常委会副主任。